# Natur-Defizit-Syndrom

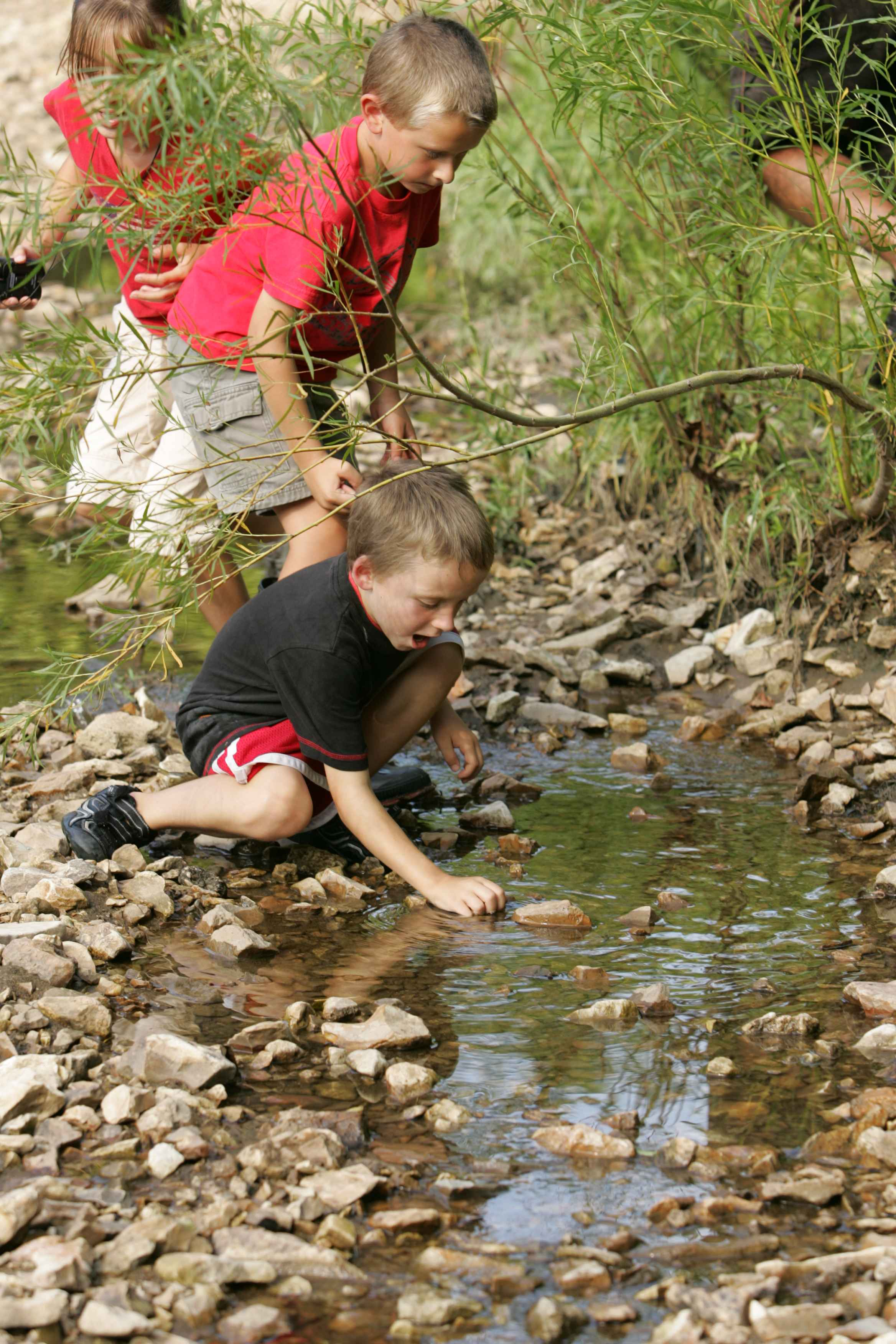
Kinder spielen in einem Bach

Mit dem Begriff Natur-Defizit-Syndrom (englisch nature deficit disorder, dt. wörtlich etwa Naturdefizit-Störung) wird von der Forschung, aus den USA kommend, das Phänomen einer zunehmenden Entfremdung von der Natur bezeichnet: die Nichtkenntnis und das Nicht-mehr-Erleben natürlicher Rhythmen und Erscheinungen sowie die sich aus dieser Entfremdung ergebenden Folgen, vor allem für Kinder und Jugendliche und deren Entwicklung, aber auch für Erwachsene und Gesellschaft.

## Untersuchungen
Bei der Untersuchung eines Zeichenwettbewerbs, bei dem 30 % der teilnehmenden 40.000 Kinder Mitte der 1990er Jahre in Bayern eine Kuh nach dem Vorbild der so genannten Lila Kuh in der Farbe Lila ausmalten, kamen Soziologen zu dem Schluss,

„dass Kinder und Jugendliche die Natur zu einer idyllischen, harmonischen Parallelwelt idealisieren, in der der Mensch nichts verloren hat. Bäume zu pflanzen ist gut, Bäume zu fällen ist böse, und der Jäger ist sowieso ein Mörder.“

Die Forscher nannten dieses Ergebnis auch Bambi-Syndrom.
In diesen Zusammenhang gehört auch, dass 7 % von befragten Kindern 1997 glaubten, dass Enten gelb seien, 2003 waren es bereits 11 %.